# Guohuan
Guohuan (kinesiska: 国欢) är en köping i sydöstra Kina. Den ligger i stadsdistriktet Hanjiang i staden Putian i provinsen Fujian, omkring 69 kilometer söder om provinshuvudstaden Fuzhou. Antalet invånare är 53 883. Befolkningen består av 26 505 kvinnor och 27 378 män. Barn under 15 år utgör 14,0 %, vuxna 15-64 år 79 %, och äldre över 65 år 6,0 %.